# John Lehmann
John Frederick Lehmann (Bourne End, 1907 – Londra, 1987) è stato uno scrittore britannico.
Fratello di Rosamond Lehmann, nel 1936 fondò la rivista New Writing, che diresse fino al 1946; dal 1954 al 1961 diresse The London Magazine.
In campo editoriale, è noto anche per aver rilevato le quote di Virginia Woolf nella Hogarth Press, che dirigerà dal 1938 insieme a Leonard Woolf; tra i suoi meriti quello di aver lanciato una nuova generazione di poeti britannici, tra cui Christopher Isherwood.